# 渓陰漫筆
『渓陰漫筆』（けいいんまんぴつ、朝鮮語: 계음만필）は、李氏朝鮮時代の文臣である尹昕が人物、歴史、地理、風俗などを体系的に記録した見聞録。

## 概要
人物、歴史、経典、地理、文物、制度、風俗、礼儀などの広範囲な内容を体系的にまとめている。金麟厚、趙景陽、金継輝、盧守慎、金安国、金時習、李浚慶、柳成龍などの人物のエピソードを紹介している。他に、「江陵篇」、「洞仙驛」、「喚仙亭」などは景観を巧みな筆致で描写している。甲子士禍、辛壬士禍、壬辰倭乱などの国家の重大事件についても記録している。
李氏朝鮮の朝貢使節が北京詣でをする際、琉球の使臣は駕篭に乗って宮廷に入るのに対し、李氏朝鮮の使臣は駕篭に乗ることを禁じられていたと、『渓陰漫筆』に記されている。17世紀ごろの中国宮廷を描いた『渓陰漫筆』には、「天朝の朝賀の席でも、他の属国の使臣が赤色の礼服を着ることが許されていたのに対し、朝鮮の使臣だけは黒色の丸首の衣であった」「琉球の使臣は駕篭に乗って宮廷に入ることが許されていましたが、朝鮮の使臣は駕篭に乗ることを禁じられていた」 と書いており、朝鮮は中国の属邦のなかでも下位であり、李氏朝鮮の朝鮮人臣民は琉球人以下の扱いを受けたと尹昕は嘆いている。
黄文雄は、「それでも半島として『事大（弱国が強国に仕える）』せざるをえない宿命がある。それは単に地政学的宿命だけでなく、精神構造的なしくみでもある。だから韓国人もつらいのだなと同情もする。確実に『事大』は唐以来、1000余年にわたり半島の精神伝統となり、さだめでもある。もちろん時代によってもその強弱の程度はちがう。たとえば、高麗朝よりも李朝のほうが強く、しかも徹底的である。かりに亡国しても大中華への忠は決して捨てないという徹底ぶりであった。明から清へと、牛から馬へ乗り換える際、朝鮮の朱子学者は死忠を頑なに守り通すことが『美徳』とまで説いた。中華帝国への朝貢国家の中で、朝鮮が『下国の下国』ともっとも蔑視されてきたことは、尹昕の『渓陰漫筆』に描かれている。それでも『事大一心』を守りきってきたことは、ほめてあげてもよいだろう」と評している。